# Takydromus hsuehshanensis
Takydromus hsuehshanensis (довгохвостка тайваньська) — вид ящірок родини ящіркових (Lacertidae). Ендемік Тайваню.

## Поширення і екологія
Тайваньські довгохвостки мешкають в горах Центрального хребта на півночі острова Тайвань. Вони живуть на високогірних луках і в чагарниках, на висоті від 1800 до 3000 м над рівнем моря. Розмножуються у травні-червні. Відкладають яйця, в кладці від 2 до 6 яєць. Інкубаційний період триває 31 день.